# 5937 Lodén
Az 5937 Lodén (ideiglenes jelöléssel 1979 XQ) a Naprendszer kisbolygóövében található aszteroida. Claes-Ingvar Lagerkvist fedezte fel 1979. december 11-én.